# Liceo classico Ernesto Cairoli

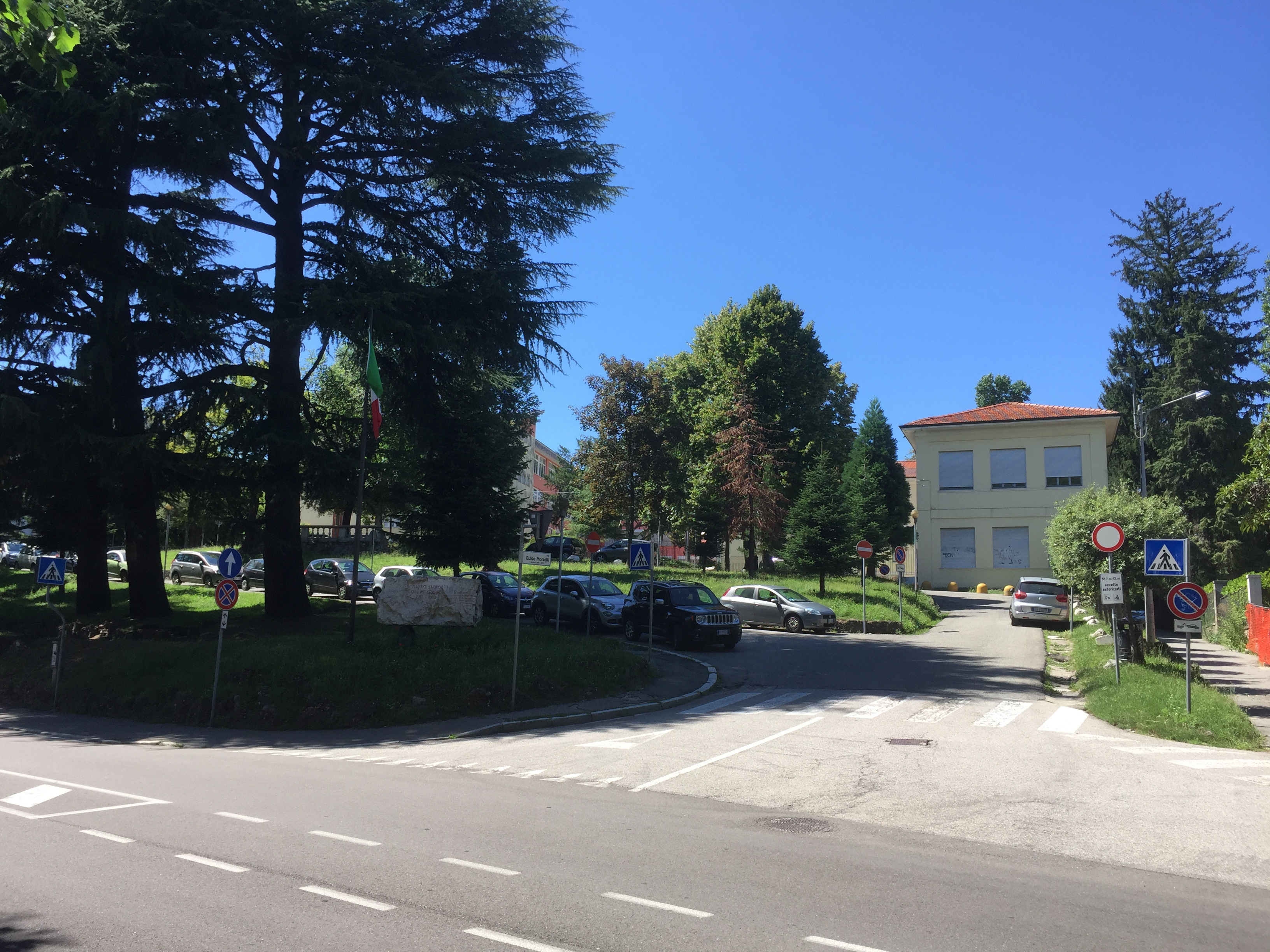
Il plesso scolastico visto da viale XXV Aprile.

Il liceo classico statale "Ernesto Cairoli" è una scuola di Varese. È il principale liceo classico, nonché una delle scuole più antiche della città lombarda.

## Storia
Gli studi classici nella città di Varese hanno radici antiche: la prima proposta d’istituire un corso scolastico di tale indirizzo venne dal prevosto cittadino nel 1588.
Nel 1628, grazie a un cospicuo lascito testamentario concesso a beneficio dell'ospedale cittadino (con espressa clausola che servisse a finanziare l’istruzione di 15 ragazzi varesini in condizioni di povertà) fu creata la prima scuola, che però già nel 1669, a causa del repentino esaurimento dei fondi, non fu più in grado di sostenere la domanda di utenti che chiedevano di frequentarla: seppur con ridotte capacità, l’attività fu comunque portata avanti fino al 1853.
Tale esperienza fu comunque la base da cui, nel 1908, venne istituito il Ginnasio, di durata quinquennale (abbinante i tre anni della scuola media più due), su iniziativa dell'amministrazione comunale varesina e della neocostituita Società del Collegio Civico, capeggiata dai fratelli Giulio ed Enrico Macchi, futuri patron dell'Aermacchi. Pareggiato ai programmi ministeriali nel 1909, dal 1911 si è stabilito nello stabile di via Dante Alighieri presso il Colle Campigli, alla congiunzione tra i quartieri di Casbeno e Brunella, un ex convento di Frati Cappuccini poi adattato a dimora privata col nome di Villa Quiete, che ne costituisce a tutto il Terzo millennio la sede centrale. Nel 1915 il Ginnasio ottiene la regificazione, entrando nel sistema d’istruzione pubblica.
Tra il 1910 e il 1913 si aggiunge al Ginnasio il corso denominato Liceo, di durata triennale, che diverrà stabilmente parte dell'offerta formativa a partire dal 1917. Nello stesso anno l'istituto riceve l'intitolazione ad Ernesto Cairoli, patriota garibaldino di origini pavesi caduto in battaglia a Biumo Inferiore il 26 maggio 1859.
Il Liceo ottiene il pareggiamento nel 1926, per poi essere unito in un'unica istituzione, denominata Regio Liceo-Ginnasio, a completa gestione statale, nel 1935.

## Struttura
Il liceo classico Ernesto Cairoli ha sede dal 1911 in un vasto edificio di tre piani, localizzato sul colle Campigli che domina il rione varesino di Casbeno, e si estende su tre vie (via Dante Alighieri, via Guido Morselli e vicolo Luigi Russolo). La porzione di edificio che risponde su via Dante Alighieri e vicolo Russolo è la più antica: fu edificata nel 1689 a beneficio di una comunità di Frati Cappuccini, che ivi stabilirono il loro convento. Tale edificio fu poi espropriato nel 1797 dal governo della Repubblica Cisalpina e trasformato in una residenza privata, col nome di Villa Quiete, per poi divenire sede dell'istituto scolastico. In tale ala dell'edificio hanno sede tuttora (2025) la presidenza e gli uffici amministrativi.
La struttura fu via via ampliata, soprattutto negli anni 1960, quando fu aggiunta una nuova ala, sita in via Morselli, contestualmente all'edificazione della nuova sede della scuola magistrale (divenuta Liceo delle Scienze Umane Alessandro Manzoni). L'ala di via Morselli è in parte condivisa con la Scuola Media Dante Alighieri, altro importante istituto scolastico varesino, la cui sede storica è sita tra questo stabile ed il predetto Liceo Manzoni.
Tra il 1928 e il 1929, a poche centinaia di metri dall'intersezione di via Morselli e via XXV Aprile, fu edificata la monumentale Palestra XXV Aprile (già nota come Palestra della Gioventù del Littorio o Palestra dei Pompieri), in stile razionalista, di proprietà comunale, che dal 1965 è concessa in uso al Liceo Classico per lo svolgimento delle lezioni di educazione fisica e la pratica di attività sportive nel quadro dei Giochi Sportivi Studenteschi.

### Laboratori
L'istituto dispone di laboratori opportunamente attrezzati per lo studio di biologia, chimica, fisica, informatica, lingua straniera e cittadinanza e costituzione, oltre che di un terminale radioamatoriale attrezzato anche per la ricezione dei dati del satellite Meteosat e lo studio della propagazione delle onde elettromagnetiche. Il Liceo Cairoli è altresì l'unico liceo classico italiano cui il Ministero delle comunicazioni ha concesso un nominativo radioamatoriale (IK2TMC - Terminale Meteorologico Cairoli).

### Biblioteca
La biblioteca, intitolata al professor Pio Foà, raccoglie circa 20.000 testi, di cui 1000 di antiquaria: tra i "pezzi" più pregiati figurano testi del XVI, XVII e XVIII secolo. Il catalogo completo è consultabile online.

## Corsi
Al 2013 l'ordinamento del liceo classico tradizionale è de facto scomparso dall'offerta formativa, sebbene la scuola sottolinei comunque il ruolo preponderante dello studio del greco antico e del latino «quali formidabili strumenti per l'interpretazione del reale». Nella fattispecie, tutte le sezioni prevedono l'insegnamento della lingua straniera (notabilmente l'inglese) fino all'esame di stato e via via anche un'ora supplementare di matematica, secondo i dettami del Piano Nazionale Informatica, e 1 ora supplementare di storia dell'Arte.
Unica eccezione a queste ultime due caratteristiche è la sezione bilingue, nella quale all'insegnamento dell'inglese si aggiunge quello della lingua francese. Dal 2009 tale insegnamento, che si estende anche alla letteratura ed alla storia, è finalizzato al conseguimento di un diploma di maturità specifico, detto EsaBac (il nome deriva dalla contrazione di "esame di stato" e "baccalauréat", a significare la validità del titolo di studio in Italia così come in Francia).
Dall'anno 2012 è altresì partita l'implementazione progressiva in tutte le aule della Lavagna Interattiva Multimediale. Una sezione pilota, denominata progetto Arché (dal termine greco αρχή che significa "inizio", “principio”), ha iniziato nello stesso anno la sperimentazione di nuovo modello didattico: ad ogni studente è concesso un notebook in comodato d'uso gratuito da usare nello studio, in parziale sostituzione dei libri; analoga "smaterializzazione" è riservata al registro di classe, che è solo elettronico. Per stimolare la collaborazione fra singoli, i banchi sono di forma esagonale ed accolgono 6 posti a sedere, ma possono all'occorrenza essere separati in postazioni singole.
L'anno 2014, inoltre, ha dato inizio al progetto Erodoto. Le classi che partecipano a questo progetto, che presenta momenti di approfondimento e di esperienze laboratoriali focalizzate sulle forme della comunicazione, sviluppano capacità di analisi e comprensione della parola e dell'immagine; frequentando nel primo anno un corso di giornalismo e nel secondo uno di fotografia. Nel triennio il percorso continua in alternanza scuola-lavoro, con esperienze sempre legate alla comunicazione. Il nome di questo progetto deriva dall'autore greco Erodoto, ritenuto primo storico e quindi anche "prototipo" di giornalista.

Il francobollo del 2006.

A partire da settembre 2018 il liceo ha avviato in qualità di progetto sperimentale il cosiddetto "liceo classico quadriennale", che prevede il compimento del percorso di studio in quattro anni al posto dei canonici cinque, mediante l’aggiunta di ore al comune curricolo settimanale, nonché dell’insegnamento della lingua tedesca.
Dal 2022, dopo l'approvazione da parte del Consiglio d'Istituto, è altresì presente il Liceo delle Scienze Umane opzione economico sociale con l'insegnamento della lingua tedesca. Successivamente dal 2023, a seguito di una grande richiesta dell'indirizzo economico sociale (o altrimenti denominato LES) si decise di aprire le sezioni anche con insegnamento della lingua francese e spagnola.

## Filatelia
Nel 2006, in occasione del 70º anniversario dell'istituzione del Liceo-Ginnasio statale unificato, le Poste Italiane hanno emesso un francobollo celebrativo dell'avvenimento.